# ليونارد سبيتشت
ليونارد سبيتشت (16 أبريل 1954

 في مومينهايم) (بالفرنسية: Léonard Specht)‏ لاعب كرة قدم فرنسي معتزل كان يجيد اللعب في خط الدفاع .
لعب سبيتشت في أندية ستراسبورغ (1969-1982) بوردو (1982-1987) ستراسبورغ مجددا (1987-1989) .
ساهم سبيتشت في تتويج نادي ستراسبورغ ببطولة دوري الدرجة الثانية موسم 1976/1977 وببطولة دوري الدرجة الأولى موسم 1978/1979 كما ساهم في تتويج نادي بوردو ببطولة دوري الدرجة الأولى 3 مرات مواسم 1983/1984 ، 1984/1985 ، و1986/1987 وببطولة كأس فرنسا مرتين موسمي 1985/1986 و1986/1987 .
شارك سبيتشت مع منتخب فرنسا في 18 مباراة دولية مسجلا هدف واحد في الفترة من 1978 إلى 1985 .
تولى تدريب نادي ستراسبورغ من 1989 إلى 1991 .

## مسيرته الكروية
لعب ليونارد سبيتشت خلال مسيرته الاحترافية مع ناديين في سبعة عشر موسمًا وسجل خلالها 27 هدفًا ضمن 545 مباراة. حيث فاز في موسمين بالكأس وفي أربعة مواسم بالدوري.
خاض ليونارد سبيتشت مسيرته مع نادي ستراسبورغ في موسم 1972–73 في المرة الأولى ليلعب معه عشرة مواسم ثم في موسم 1987–88 ولمدة موسمين، مشاركًا طوالها في 387 مباراة سجل خلالها 21 هدفًا. ثم انتقل إلى نادي جيروندان بوردو في موسم 1982–83 ليلعب معه خمسة مواسم، حيث شارك في 158 مباراة سجل خلالها 6 أهداف.

## روابط خارجية
- ليونارد سبيتشت على موقع قاعدة بيانات كرة القدم.إي يو (الإنجليزية)
- ليونارد سبيتشت على موقع ناشيونال فوتبول تيمز (الإنجليزية)
- ليونارد سبيتشت على موقع عالم كرة القدم.نت (الإنجليزية)